# Debrecen villamosvonal-hálózata
A debreceni villamoshálózat két villamosvonalból áll. Mindkettőnek a Nagyállomás a végállomása. Működése 1911. március 16-án indult meg. A hálózat fokozatosan fejlődött. Az 50-es években 7 vonal volt. 1970 és 1975 között az egyes kivételével mindet megszüntették. 2014-ben elindult a 2-es villamos a Nagyállomás és a Doberdó utca között.

## Történet

### Kezdetek

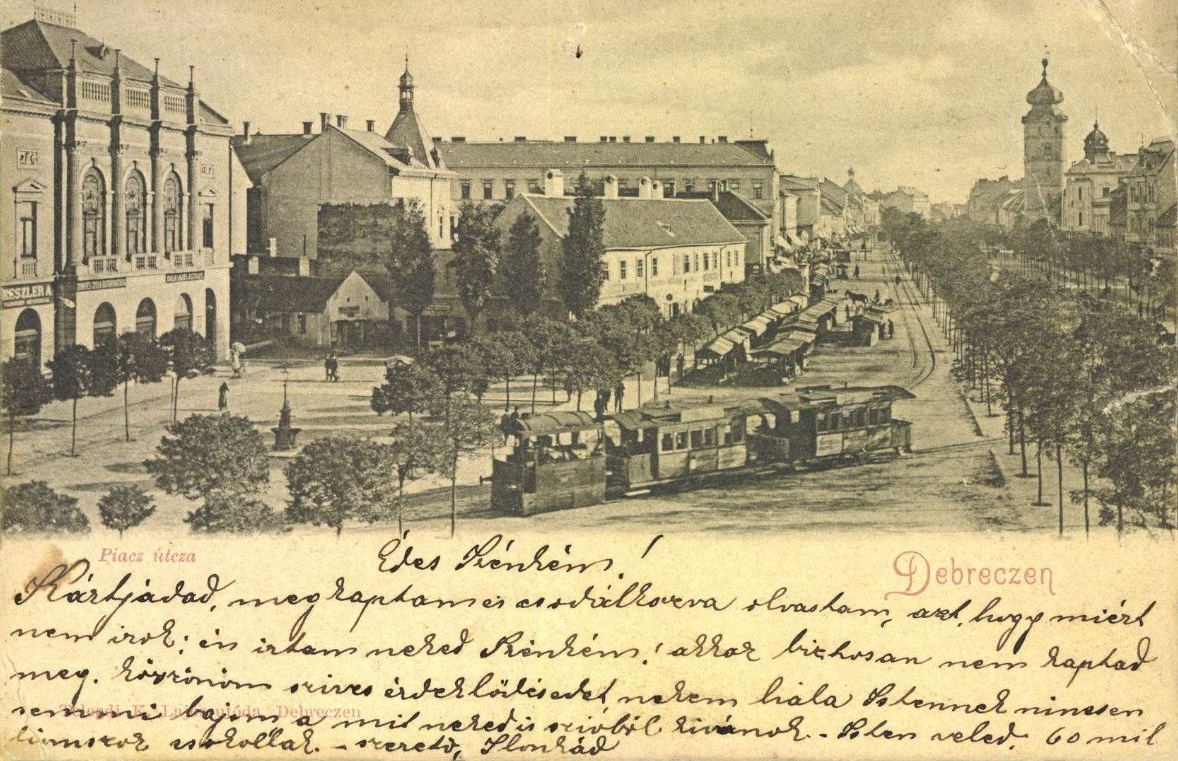
A Piac utca látképe a századfordulón gőzmozdonnyal (képeslap)

A debreceni közúti vasút története 1880-ban kezdődött, a város rendezési tervében ekkor bukkant fel először egy lóvontatású, keskeny nyomtávú vasút vonala. A rohamosan fejlődő város ezzel a vonallal kívánta megoldani a belső személy és teherforgalom elvezetését, elsősorban a mai Malompark közelében állt István Gőzmalomét. Hosszas tárgyalások után a város Lehmann Józseffel kötött szerződést a vonal megépítésére, melyen a személyforgalom a Pályaudvar és a Gyógyfürdő között 1884. október 2-án indult meg, a fővonalon gőzmozdonyokkal, a szárnyvonalakon lovakkal bonyolították le a forgalmat. Osztrák–Magyar Monarchiában a debreceni fővonal igen modernek számított, annyira, hogy 1890. szeptember 12-én, amikor Ferenc József Debrecenbe látogatott, maga is felült a vonatra.
Az időközben Debreczeni Helyi Vasút Rt. (DHV) nevet felvett cég kötelezettséget vállalt a Kisállomásra (mai Segner tér) vezető vonal kiépítésére is, de végül azt egy magánvállalkozó, Balla Mihály építette meg a Hatvan utcán keresztül, a Baromvásártérig (a mai Böszörményi úton). A vonal 1888. október 7-étől üzemelt, lóvontatással.
A hálózat további fejlődését az 1896. szeptember 19-én megnyílt Kossuth utca – Attila tér – Dohánybeváltó vonal jelentette, a Hatvan utcai vonalhoz hasonlóan szintén lóvontatással.
A növekvő utazási igényeknek köszönhetően 1906-ban a Debreczen-Hajdúsámsoni Hév megindította forgalmát a Kisállomástól a mai Böszörményi és Füredi úton át Pallagra és Hajdúsámsonba. A mai Bem tértől északra a hév és a közúti vasút közös nyomvonalon haladt, de a növekvő forgalom miatt 1910-ben megépült a helyiérdekű vasút várost elkerülő nyomvonala a mai Botanikus kert és Klinikák területén.

### Megindul a villamosforgalom

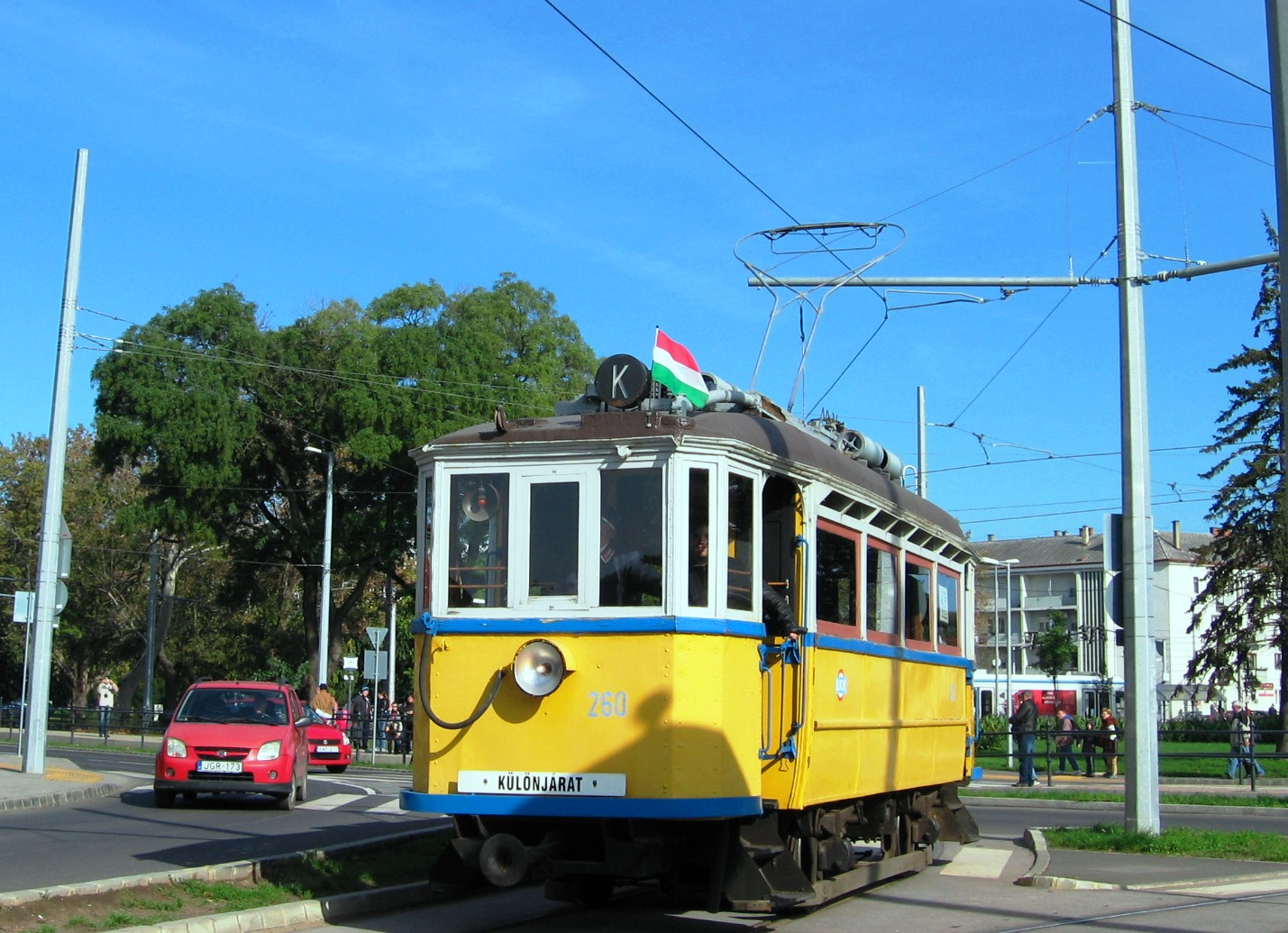
A villamoshálózat 1911-es elindulásakor ilyen típusú villamosok is közlekedtek

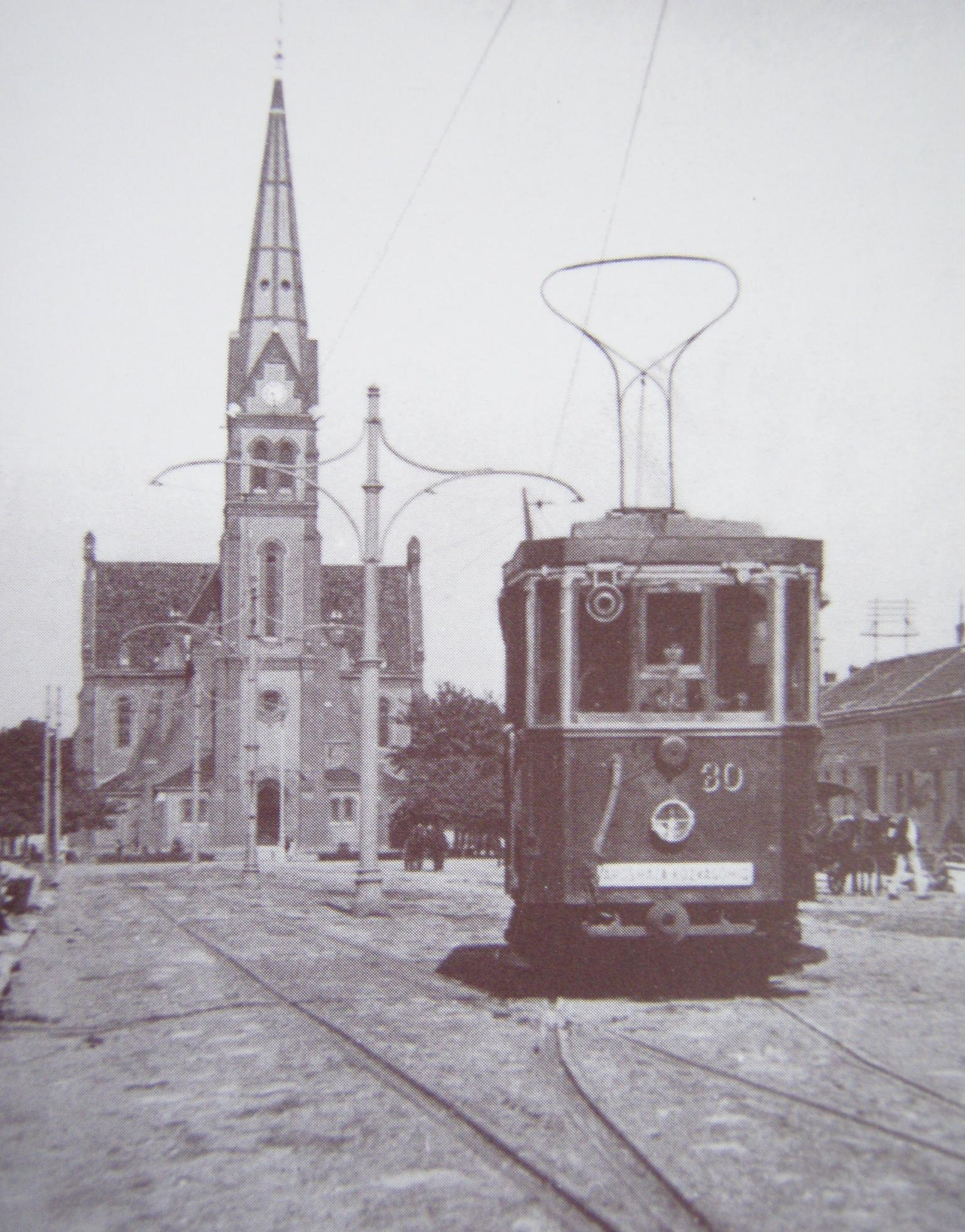
Villamos a Kossuth utcán az 1920-as években

Ugyan a debreceni gőzvasút még a bécsi hálózatot is megelőzte, az elektromos villamosra még várnia kellett. Hosszas várakozás után a kereskedelemügyi miniszter 1910 áprilisában aláírta azt a szerződést, amellyel megindulhatott az építkezés és annak sikeres befejezéseként a villamos-közlekedés. Ekkor már Magyarországon Budapesten, Szegeden, Miskolcon, Temesváron és Nagyváradon üzemelt villamos.

Az első villamos 1911. március 16-án indult meg a gőz- illetve lóvontatású személyszállításhoz használt három és egy újonnan épített villamosvonalon. A járműpark a kezdetekkor tizennyolc motor- és tíz pótkocsiból állt. Ekkor a következőképpen alakult a hálózat:
| Útvonal                                        |
| ---------------------------------------------- |
| Pályaudvar – Nagyerdő (a mai egyetem környéke) |
| Arany Bika Szálloda – Baromvásártér            |
| Városháza – Közvágóhíd                         |
| Pályaudvar – Csapó utca – Tüzérlaktanya        |

### A hálózat bővítése
További hálózatbővítés történt 1912-ben a Kossuth utcai vonalon, a MÁV nyíregyházi fővonala felett létesített felüljáró segítségével a szerelvények a Közvágóhídig közlekedtek. A hálózat nagysága ekkor 12,3 km volt.
Az első világháború idején a hálózat kisebb megtorpanásokkal ugyan, de továbbra is növekedett. 1915-ben a Hatvan utcai vonal (Bika Szálloda – Baromvásártér) meghosszabbodott a Ferenc Salvatore hadikórházig.
A két világháború között a közúti vasút fejlődése Debrecenben töretlen volt. A DHV villamosította az időközben Nyírbátorig meghosszabbított HÉV vonalát a nagyerdei végállomás és Pallag között, 1924-től villamosjáratot létesítve a Pallagon megnyílt Gazdasági Akadémiához. 1925-ben szárnyvonal létesült az egyetem központi épületéhez, majd 1927-ben megépült a ma is létező nagyerdei hurok. Ekkor továbbá még ellátták a villamosvonalakat számjelzéssel is. A hálózat ekkor a következő volt:
| Szám | Útvonal                                       |
| ---- | --------------------------------------------- |
| 1    | Nagyállomás– Klinikák – Egyetem – Nagyállomás |
| 2    | Nagyállomás – Nagyerdei Fürdő                 |
| 3    | Nagyerdei Fürdő – Gazdasági Akadémia, Pallag  |
| 4    | Városháza – Közvágóhíd                        |
| 5    | Arany Bika szálló (Városháza) – Baromvásártér |
| 6    | Arany Bika szálló (Városháza) – Tüzérlaktanya |
| 12   | Nagyállomás – Gazdasági Akadémia, Pallag      |

A Csapó utcai vonal 1934-ben a Köztemető 1-es kapujáig, majd 1939-ben a főkapujáig hosszabbodott. 1943-ban a baromvásártéri vonalat Nyulasig hosszabbították. A második világháború kitörésekor már több mint 10 viszonylat közlekedett a városban.

### Amásodik világháborúhatásai
A második világháború viszont már komoly csapás volt a villamoshálózatnak. Egy eltévedt bomba 1944-ben a vasútállomás helyett a Salétrom utcai telephelyet találta el. A rosszul irányított bombázás megsemmisítette a Salétrom utcai telephely nagy részét, három sínautóbuszt, egy budapesti és öt debreceni pótkocsit valamint a Petőfi téri Igazgatósági épületet.
A bombázások következtében súlyosan megrongálódott három motorkocsi, valamint több helyen a pálya és a felsővezeték-rendszer is jelentősen károsodott. A forgalmat a Bika Szálloda – Nagyerdő szakaszon 1944. június 10-re, a Nagyállomás – Bika Szálló szakaszon július 7-re sikerült visszaállítani. Az járműhiány csökkentésére Nagyváradról érkeztek bérelt villamosok Debrecenbe.

A súlyosan megrongálódott Salétrom utcai telep helyett a járműveket a Nagyerdőn tárolták, de a szeptember 1-jei légitámadásban ez az ideiglenes telephely is megsemmisült.

A szovjet csapatok 1944. október 19-én űzték ki a német és magyar csapatokat Debrecenből, ezután megkezdődhetett a helyreállítás. A forgalom 1944. november 27-én indult újra a teljes fővonalon (Nagyállomás - Egyetem), a mellékvonalakon 1944. december 9-re állt helyre a menetrendszerű közlekedés.

### A világháborútól a hálózat leépítéséig

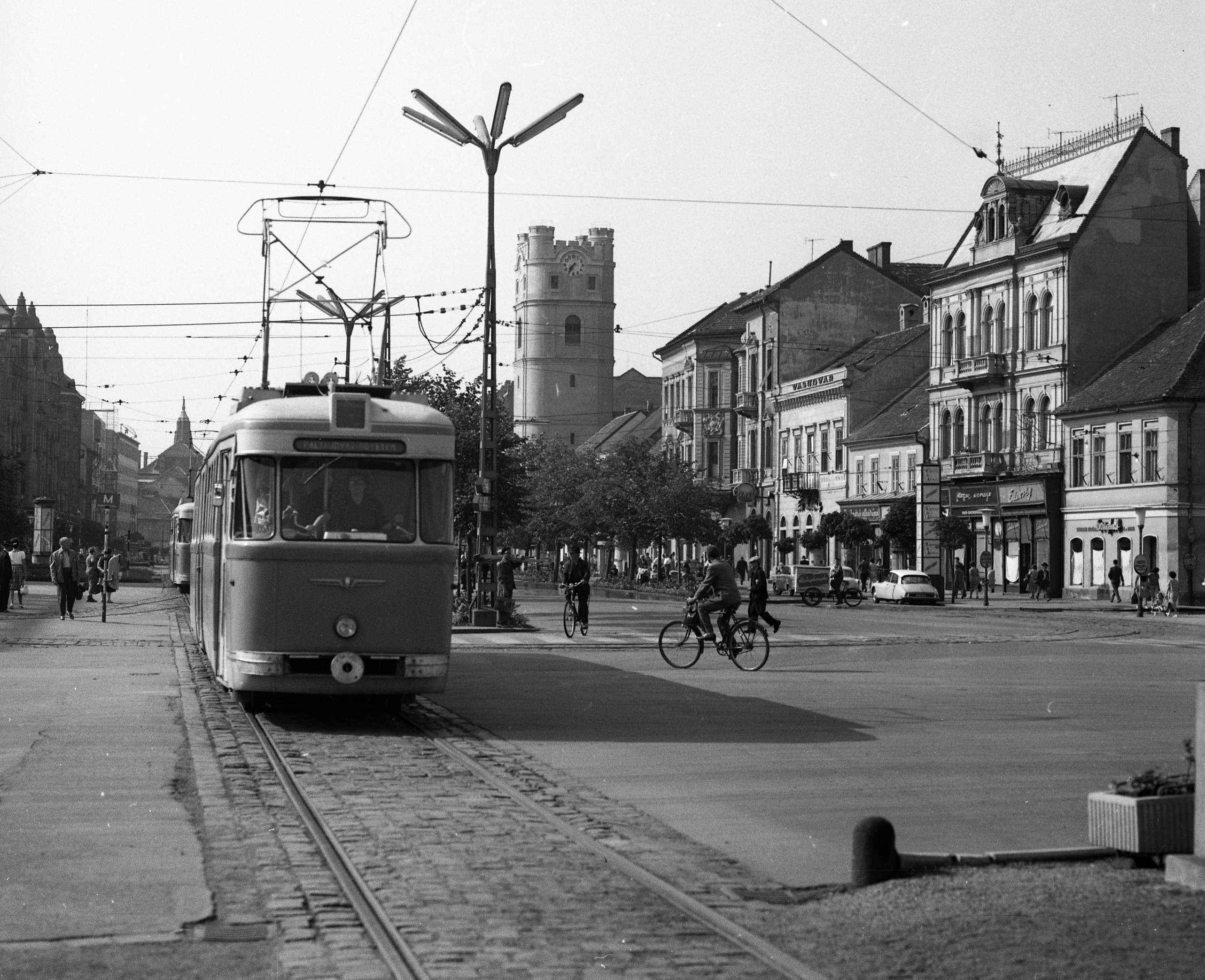
bengáli villamos a Piac utcán 1964-ben

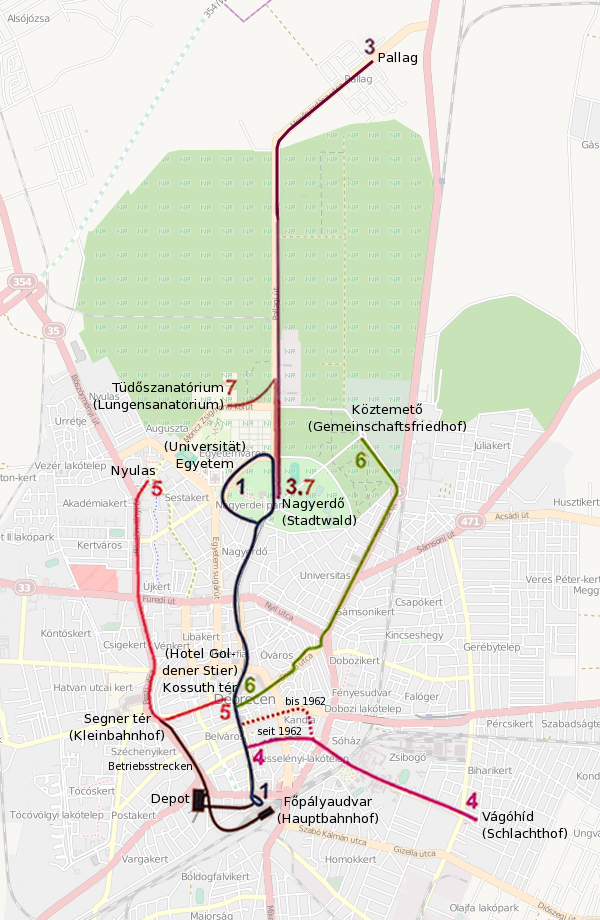
A villamoshálózat 1970-ben

A közúti vasutakat üzemeltető cégeket 1950-ben államosították, majd összevonásukkal megalakult Debreceni Villamosvasút Községi Vállalat, amely később a Debreceni Villamosvasút Vállalat nevet vette fel. 1956-ban beindították a szintén államosított Hév nyomvonalán a Nagyállomás és Kisállomás között közlekedő 2-es viszonylatot, ez azonban az alacsony kihasználtság miatt hamar megszűnt. Ekkor a vágányhossz: 21,4 km volt. 1969-ben a DKV járművei 47 429 000 utast szállítottak.
1957-ben a céget Debreceni Közlekedési Vállalatra (DKV) nevezték át. A viszonylatok ekkor az alábbiak voltak:
| Szám | Útvonal                                          |
| ---- | ------------------------------------------------ |
| 1    | Pályaudvar – Nagyerdő (A mai egyetem környéke)   |
| 3    | Gyógyfürdő (Aquaticum megálló) – Pallag          |
| 4    | Megyei Tanács – Vágóhíd                          |
| 5    | Hatvan utca – Nyulas (Békessy Béla utca)         |
| 6    | Arany Bika szálló (Kossuth tér)– Köztemető       |
| 7    | Gyógyfürdő (Aquaticum megálló) – Tüdőszanatórium |

A Salétrom utcai telephely 1963-ban főműhelyi rangot kap, majd 1969-ben itt házi körülmények között megkezdődik a Bengáli villamosok gyártása. Az első Debrecenben elkészült villamos a 481-es volt. 1970-ben megkezdődött a villamosgyártás Miskolc és Szeged részére is.

### Megszüntetés
Bár az utaslétszám a második világháború utáni évtizedekben intenzíven nőtt, az 1968-as közlekedéspolitikai koncepciónak megfelelően Debrecen egyvágányú villamosvonalait is felszámolták. Első körben 1970-ben megszűnt a pallagi (3-as) és a tüdőszanatóriumi (7-es) vonal. Őt követte a Csapó utcán át vezető köztemetői mellékvonal 1971-ben, majd az 5-ös számú Nyulas városrészhez vezető vonal 1973-ban. Az utolsó mellékvonalat, a Vágóhíd utcait 1975-ben szüntették meg. A város közúti vasúti hálózata ettől kezdve évtizedekig egyetlen vonalból állt.  Az egykori viszonylatok útvonalán ma is buszok járnak, kivéve a Köztemetőt és a Segner tér - Nagyállomás szakaszt, ahol trolibuszok is járnak, a 3-as trolibusz útvonala szinte teljes egészében lefedi az egykori 6- os villamosét, az 5-ös trolibusz pedig a régi 2-esét, utóbbi viszonylat az új 2-es villamos megindulásáig számában is örököse volt az egykori villamosjáratnak.

### Új vonal
Hosszú éveken át terveztek egy új villamos vonalat, amely a 31-es és a 32-es buszokat váltaná ki. Végül az elképzelés megvalósult és elkészült a 2-es villamos, amely összeköti a vénkerti és újkerti lakótelepet, a Nagyállomást és a Doberdó utcát a Dózsa György út – Thomas Mann utca tengelyen. (Ez az útvonal annyiban különbözik a korábbi 5-ös villamosétól, hogy a Böszörményi út helyett a Thomas Mann utcán halad).

Az Európai Unió 2008 decemberében jóváhagyta a vonal megvalósítására irányuló nagy projektet. Az első kapavágás 2010. szeptember 15-én volt. A vonalon 2014. február 26-án indult el a menetrend szerinti közlekedés. Így alakult ki a mai két villamosvonal:
| Útvonaldiagram | Útvonala | Vonalhossz | Menetidő   | Megállóhelyek |
| -------------- | --- | ---------- | ---------- | ------------- |
|                | Nagyállomás – Egyetem – Nagyállomás Piac Utca – Kossuth tér – Kálvin tér – Péterfia utca – Bem tér – Simonyi út – Pallagi út – Nagyerdei körút – Simonyi út – Bem tér – Péterfia utca – Kálvin tér – Kossuth tér – Piac utca | 4,4 km     | 30-36 perc | 11–13 db      |
|                | Nagyállomás – Görgey utca – Nagyállomás Piac utca – Kossuth tér – Kálvin tér – Hunyadi János utca – Csemete utca – Dózsa György utca – Nádor utca – Thomas Mann utca – Mikszáth Kálmán utca – Békessy Béla utca – Kartács utca – Doberdó utca – Böszörményi út – Mikszáth Kálmán utca – Thomas Mann utca – Nádor utca – Dózsa György utca – Csemete utca – Hunyadi János utca – Kálvin tér – Kossuth tér – Piac utca | 5 km       | 19-24 perc | 12–13 db      |

## Járműállomány
| Kép                | Típus             | Eredeti darabszám | Jelenlegi darabszám                                 | Pályaszámok             | Gyártási év                | Debrecenben közlekedik | Viszonylatok |
| Forgalmi járművek  | Forgalmi járművek | Forgalmi járművek | Forgalmi járművek                                   | Forgalmi járművek       | Forgalmi járművek          | Forgalmi járművek      | Forgalmi járművek |
| ------------------ | ----------------- | ----------------- | --------------------------------------------------- | ----------------------- | -------------------------- | ---------------------- | --- |
|                    | CAF Urbos 3       | 18 db             | 18 db                                               | 511–528                 | 2013–2014 (11-12 évesek)   | 2014 óta               | Az 1-es és a 2-es villamoson is |
|                    | KCSV–6            | 11 db             | 10 db                                               | 500–510                 | 1993, 1996 (28, 32 évesek) | 1994 óta               | Jellemzően csak az 1-es vonalon közlekednek, de különleges helyzetben a 2-esen is feltűnhetnek. Az 500-as (prototípus) villamos évek óta üzemképtelen, az 509-es 2018-ban gazdasági totálkáros balesetet szenvedett, 2021-ben selejtezték. |
| Nosztalgiajárművek |                   |                   |                                                     |                         |                            |                        | |
|                    | FVV CSM           | 32 db             | 1 db(nosztalgia) 1 db (töretőkocsi) +1 (leállított) | 281–294 381–386 481–492 | 1962–1978                  | 1962–2014              | Amíg megvoltak a szárnyvonalak, azokon is közlekedtek, felszámolásuk után csak az 1-esen futottak. |
|                    | L                 | ?                 | 1 db                                                | 260                     |                            | 1911–19?? 2007 óta     | Nosztalgiaként közlekedik az 1-es vonalon. |
|                    | 2500-as széria    | 1 db ikerkocsi    | 1 db ikerkocsi                                      | 1884 + 1984             |                            | 1984 óta               | Üzemképes |
| Egyéb járművek     |                   |                   |                                                     |                         |                            |                        | |
|                    | UV                | 1 db              | 1 db                                                | 205                     |                            | 2008 óta               | Utasokat nem szállíthat |

### KCSV6

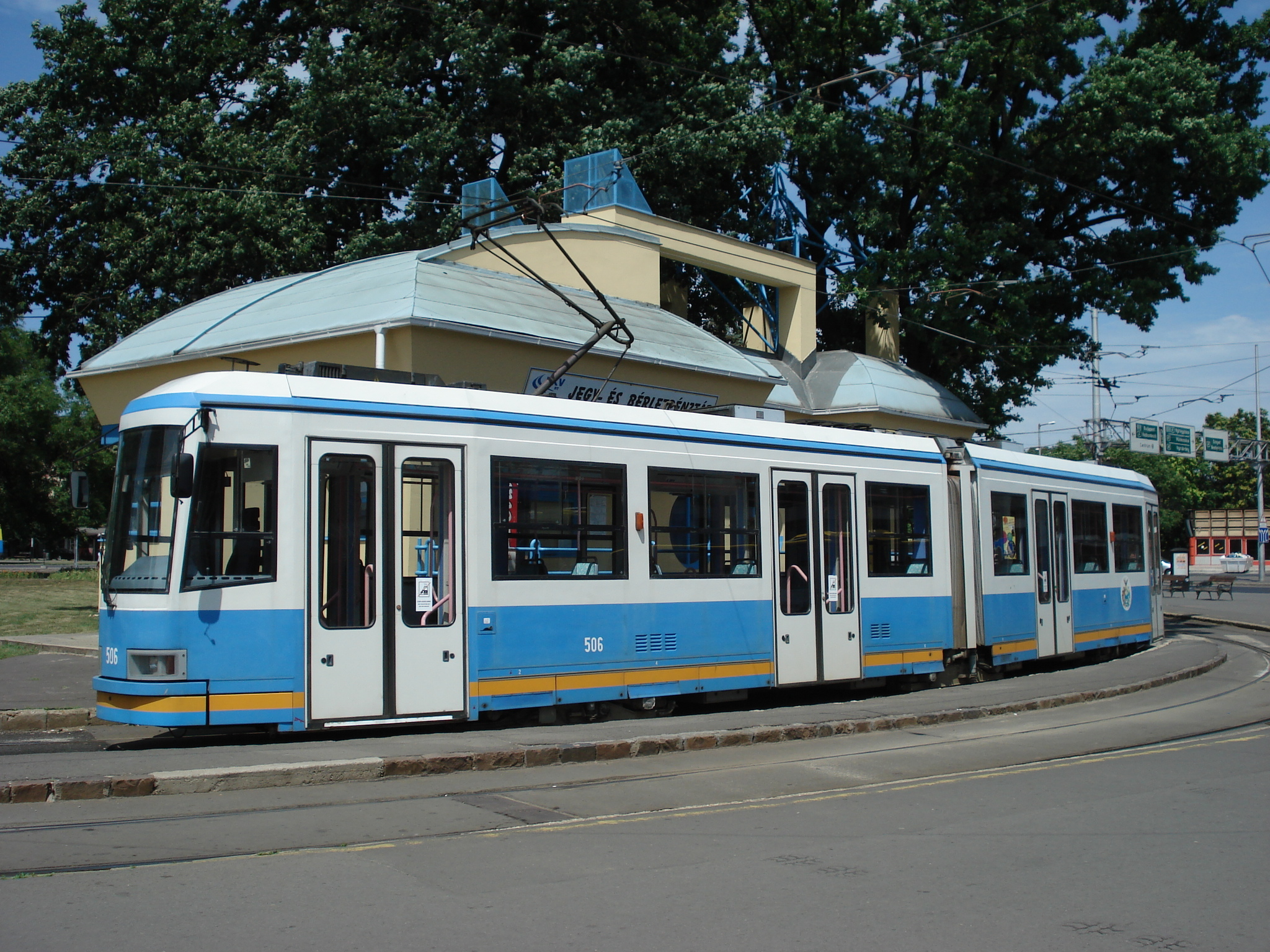
KCSV6 típusú villamos

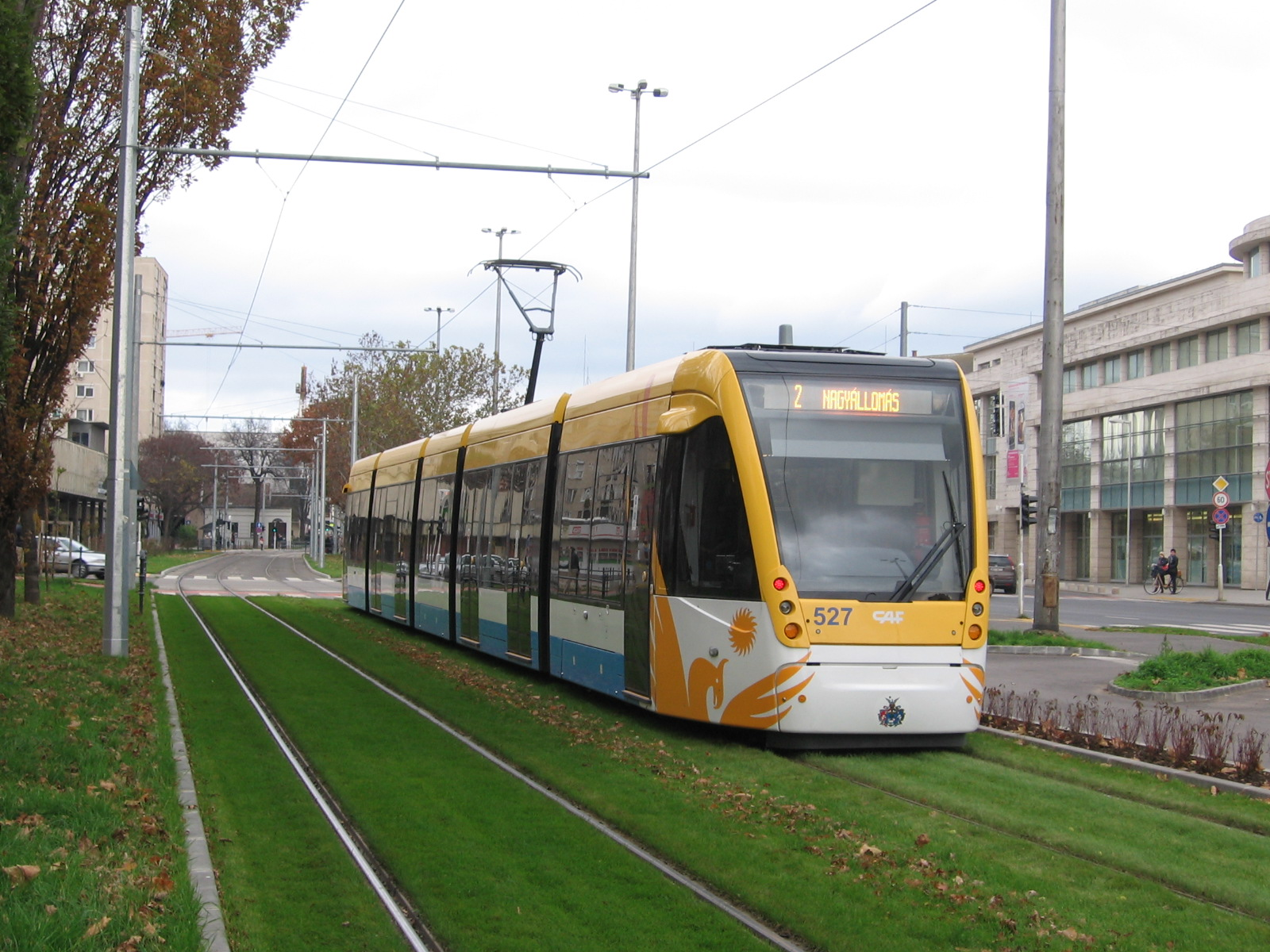
CAF Urbos 3 típusú villamos

A KCSV6 mozaikszó a Közúti Csuklós Villamos 6 tengellyel rövidítése. A jellegzetes kék színű villamosokból csak 11 db készült. Ezek mindegyike Debrecenben fut, az 1-es vonalon. Az 500-as prototípust 1993-ban gyártotta a Ganz-Hunslet, majd ezt követte további tíz sorozatgyártmány, melyek pályaszámai 501-től 510-ig terjednek. Jelenleg 10 villamos állományban van és ebből 6 közlekedik (az 1-es vonalon).

### CAF Urbos 3
A CAF Urbos 3 villamosok a DKV legújabb villamosai. A járműveket a 2-es villamos projekthez kapcsolódóan vették Európai Uniós támogatással. Összesen 18 db villamos került Debrecenbe, ahol a 2-es vonalat teljes egészében, az 1-est pedig részben látják el. Ritkán, de előfordulhat az is, hogy hétvégén mind a két vonalon csak CAF Urbos 3 villamos közlekedik.

### Nosztalgiavillamosok
- 1884+1984-es nosztalgia: A DKV Rt. 1984-ben vásárolta meg legelső nosztalgia járművét. Ugyanis ebben az évben ünnepelte a vállalat a debreceni kötöttpályás közlekedés beindulásának 100. évfordulóját, tehát a DKV legelső jogelődjének, a DHV-nak (Debreceni Helyi Vasút) a megalakulását. Ez a villamos Budapesten közlekedett, Debrecenhez semmi kötődése sem volt.
- 260-as nosztalgia: Eredetileg Budapesten szolgált, majd egy holland gyűjtő vette meg. Tőle vette meg a DKV a kocsit. 1911-ben ez a típus közlekedett Debrecenben is. 2007. március 14-én indult el első nosztalgiakörére.[2]
- FVV CSM–4: A villamostípusnak nagy kötődése van Debrecenhez, ugyanis Budapest mellett Debrecen volt a másik város, ami gyártotta ezeket a járműveket. A villamosokat a DKV és a Budapesti Füzesi Főműhely házilag gyártotta, innen ered az egyik beceneve: Házicsuklós. Debrecenben összesen 32 FVV CS sorozatú villamost állítottak forgalomba, részben debreceni, részben budapesti gyártásút. Az FVV CSM–4-es villamosok itt közlekedtek a legtovább, egészen 2014. április 30-ig. A cég nosztalgia villamosnak a hat ajtós debreceni gyártású 484-est és a tíz ajtós pesti gyártású 491-est jelölte ki. Ám mivel a 491-es budapesti gyártmány, átszámozták 489-re, hogy debreceninek látszódjon. A 491-es 2014. december 6-án és 2015. május 31-én (ami ekkorra már 489-es lett), és 2015. december 5-én és 2016. március 15-én közlekedett.  A többi jármű sorsa bizonytalan, többet már elbontottak.
- Ganz UV: A jármű eredetileg Budapesten közlekedett tanulóvillamosként. Különlegessége, hogy két vezetőállásos. A DKV szolgálati kocsiként használja.

## Akadálymentesség
A CAF villamosok teljesen alacsonypadlósak, míg a KCSV6 típusú járművek normál padlómagasságúak. A 2-es vonalon csak a CAF villamosok közlekednek és minden megálló akadálymentesített. Az 1-es villamoson ugyan mindkét villamostípus közlekedik, de a megállók csak a közös szakaszon (Nagyállomástól Kálvin térig) vannak akadálymentesítve.

## Galéria

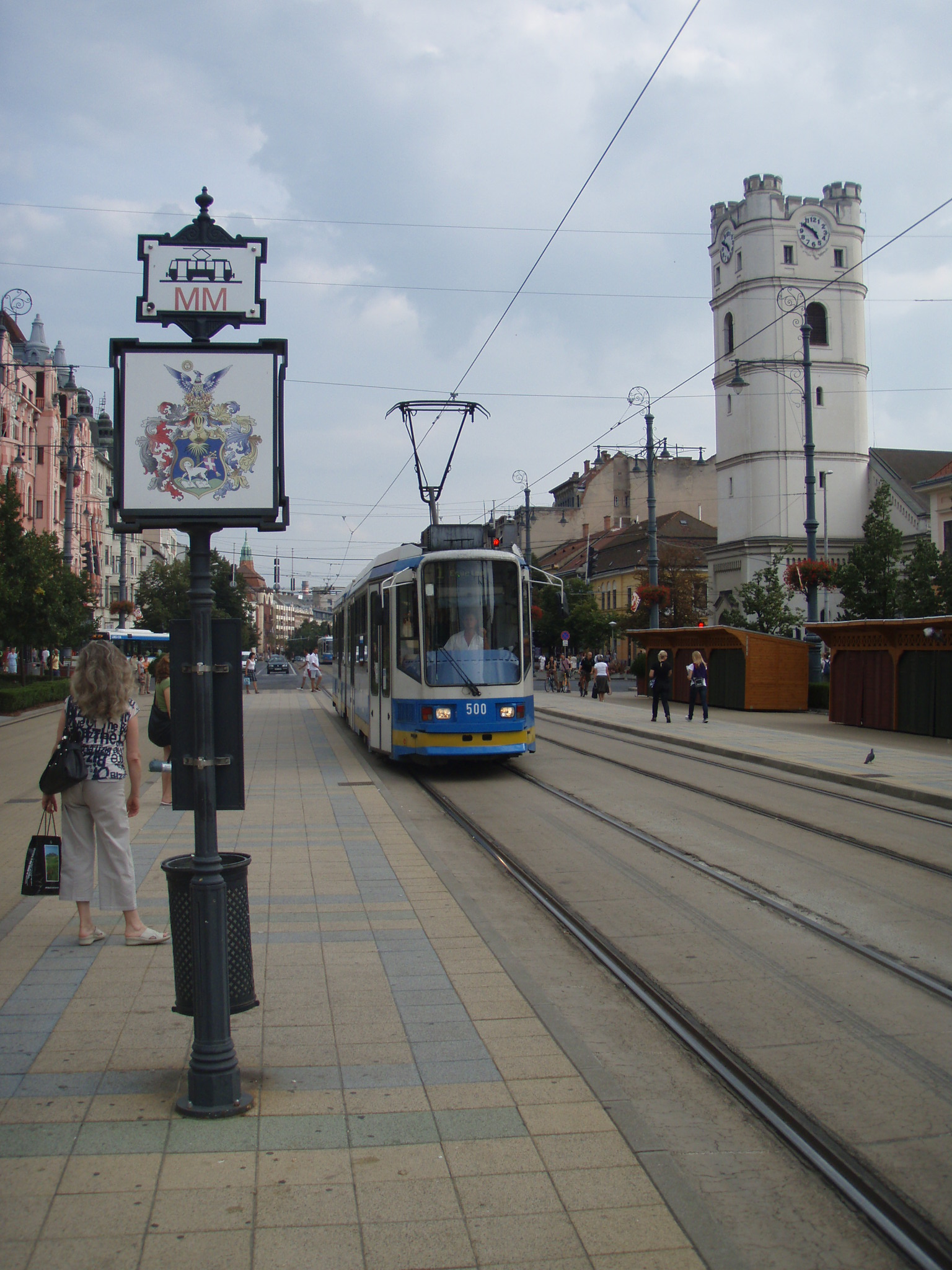
Az 500-as prototípus villamos a Városházán
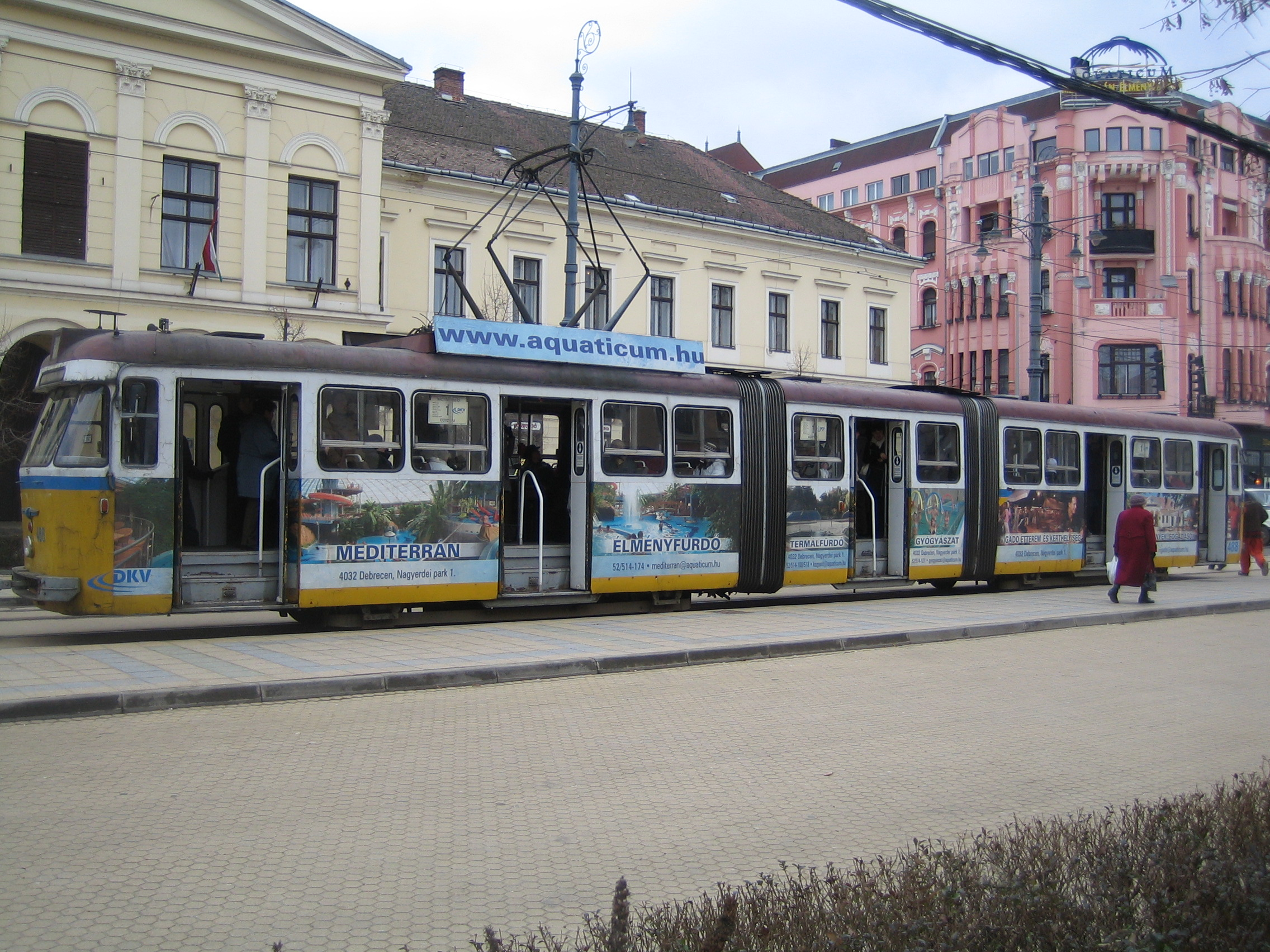
A 2009-ben selejtezett és 2015-ben elbontott 488-as bengáli villamos
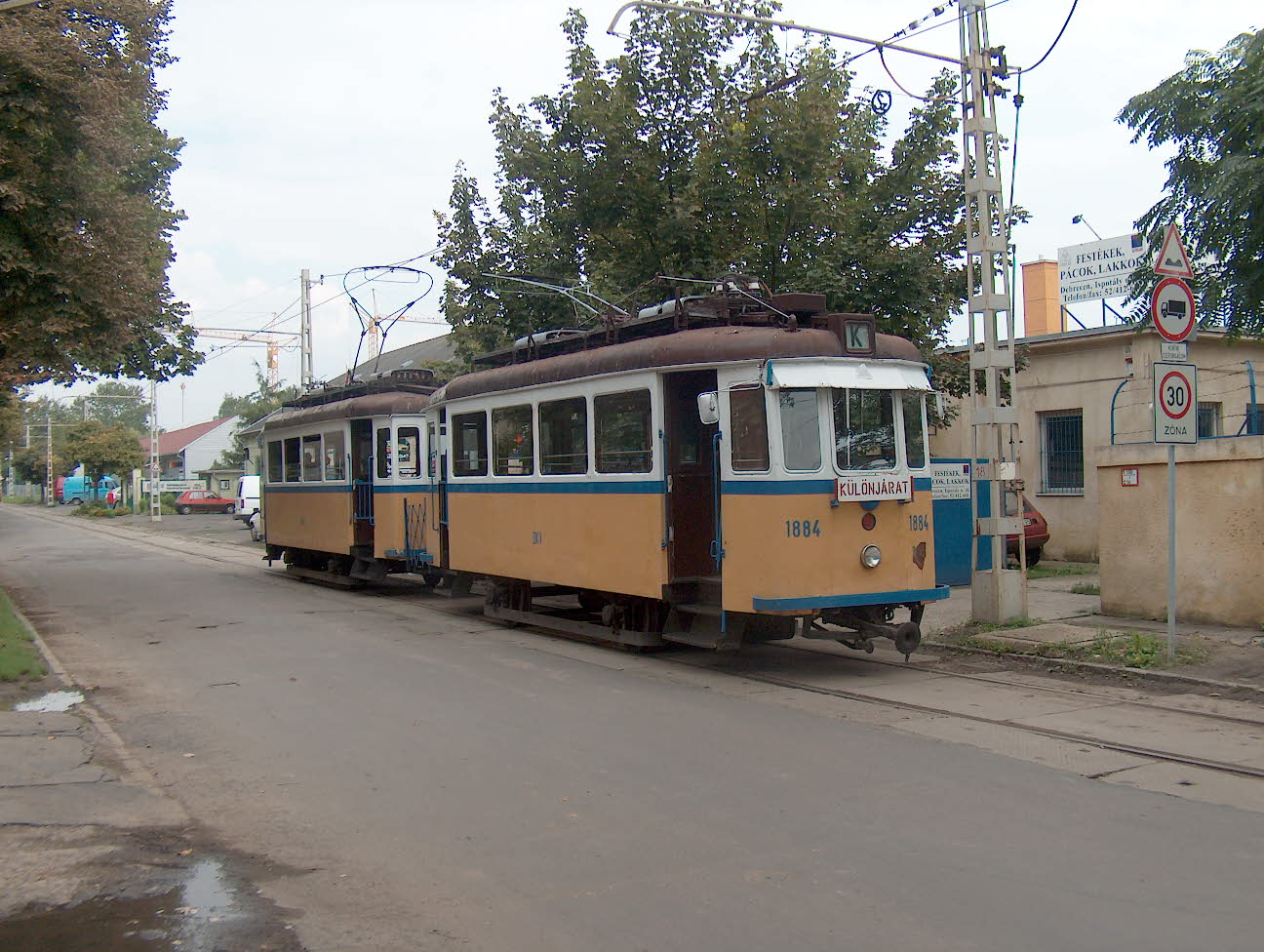
Az 1884+1984 pályaszámú ikerkocsis nosztalgia
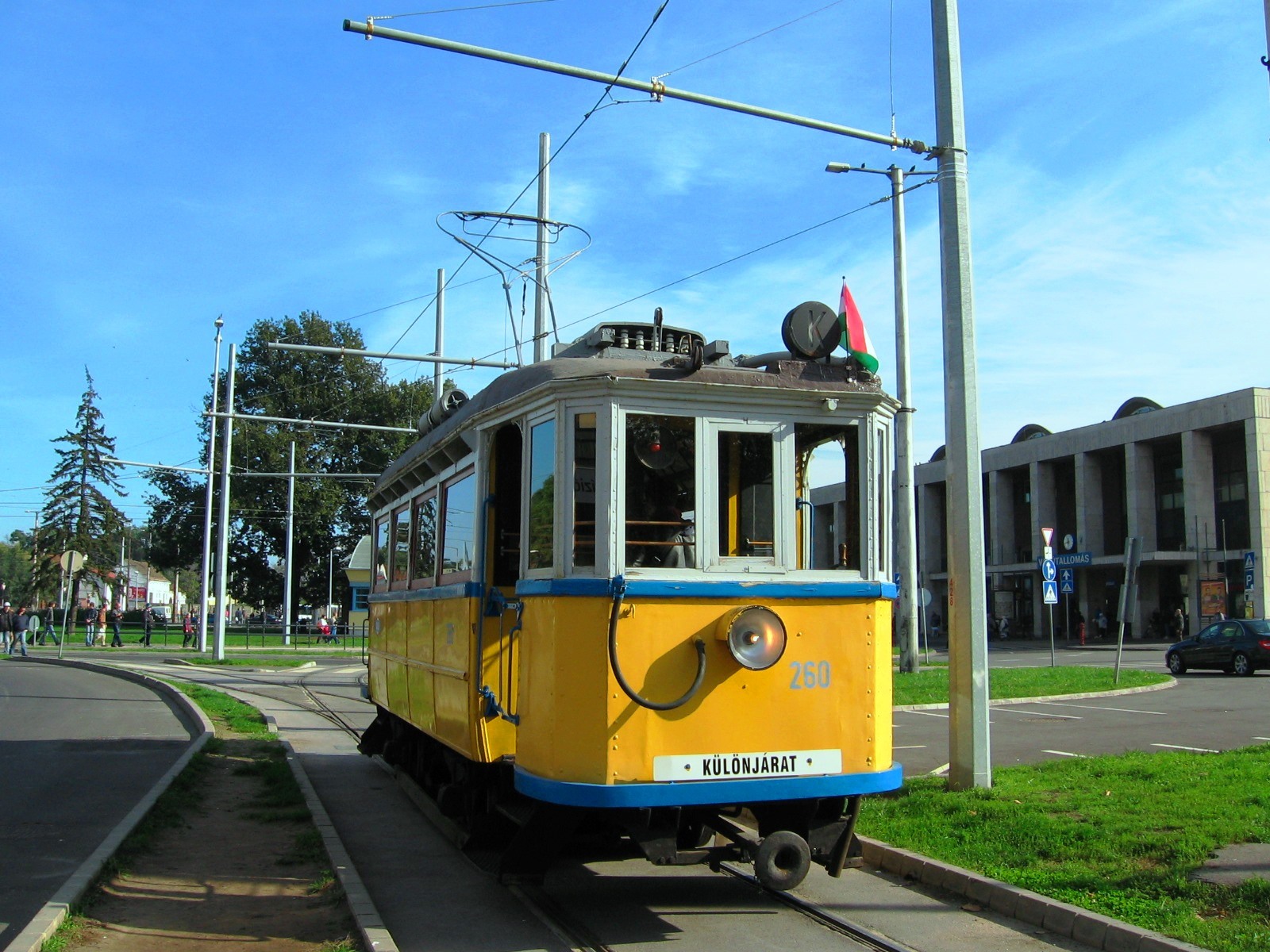
A 260-as pályaszámú nosztalgia
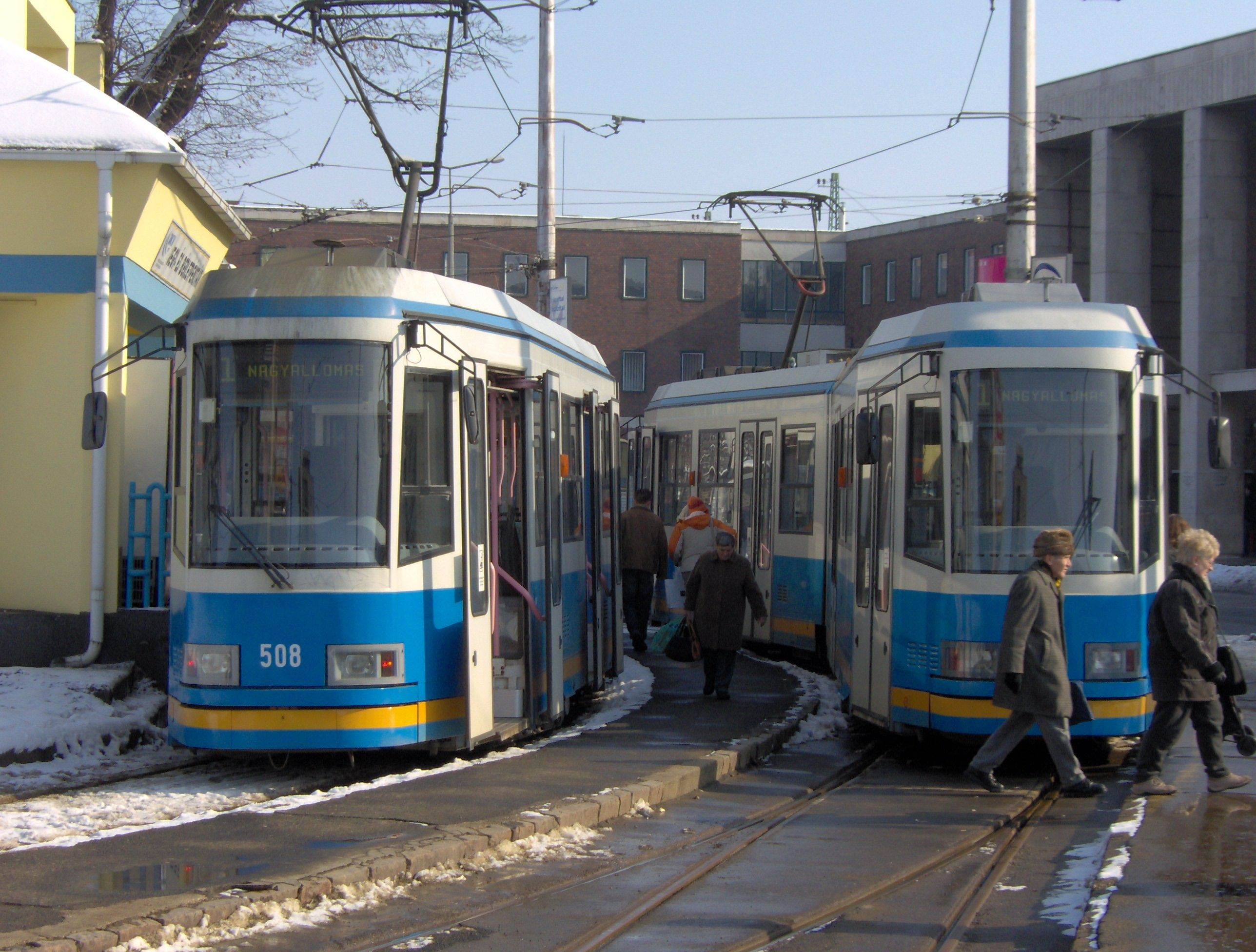
KCSV6 villamosok a Nagyállomáson
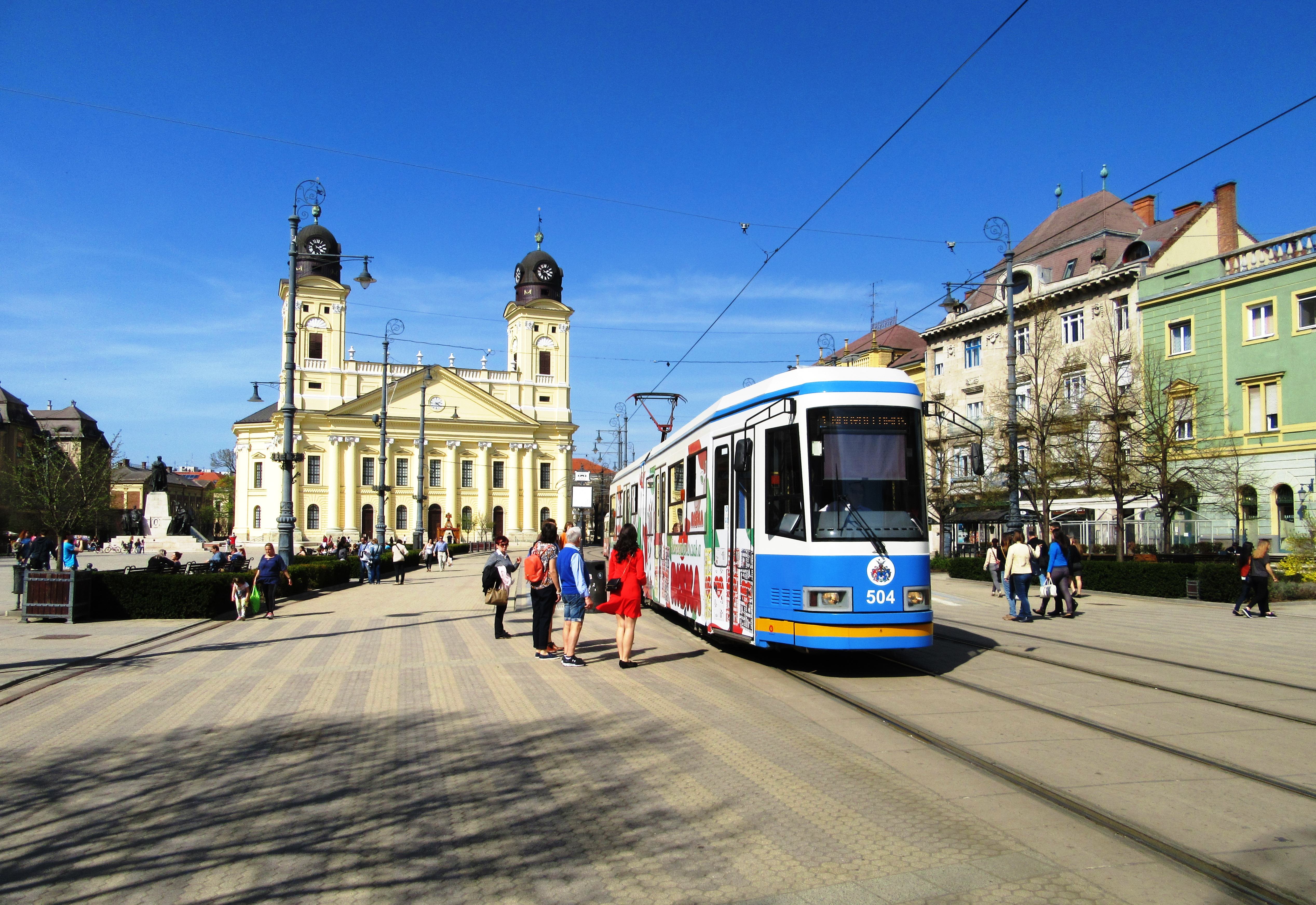
A főtéren